# Narcís Garolera i Carbonell
Narcís Garolera i Carbonell (Vic, Osona, 28 d'agost del 1949) és un filòleg català. Doctor en filologia catalana (1990) i catedràtic emèrit de la Universitat Pompeu Fabra, s’ha especialitzat en l'estudi de Jacint Verdaguer, de qui va publicar el 2016, amb Marta Pessarrodona, Verdaguer. Una biografia.
Ha exercit la docència a la Universitat de Barcelona (1975-83), a la Universitat Autònoma de Barcelona (1990-92) i a la Universitat Pompeu Fabra (1992-2019).
El 1990 es doctorà amb una tesi sobre Excursions i viatges, de Verdaguer, la primera dedicada a aquest escriptor.
Ha publicat més d'un centenar de llibres (entre ells, edicions crítiques d'obres de Verdaguer, Sagarra, Pla i Fages de Climent). És compilador de sis manuals de literatura catalana: Anàlisis i comentaris de textos literaris catalans (1982-85) i Textos literaris catalans (1994-96). Ha publicat, també, una biografia de Joan Coromines (2006).
És responsable de l'edició crítica de l'obra completa de Josep Maria de Sagarra (des de 1994), del qual ha publicat tres volums d'articles periodístics: L'ànima de les coses (2001), El perfum dels dies (2004) i —amb cròniques de Josep Pla— Cartas europeas (2001). Estudiós de la literatura de viatges, ha publicat un recull d'assaigs sobre el gènere: L'escriptura itinerant (1998).
És autor de dos reculls d'estudis i assaigs literaris: De Verdaguer a Ferrater (2012) i Al peu de la lletra (2021), i d'una edició crítica d'El quadern gris, de Josep Pla (2012). Ha editat les Memòries (2014) i Els meus difunts (2017), de Carles Fages de Climent, i ha publicat els articles de Gaziel al diari El Sol (2018). És autor, també, d'una autobiografia (Galeries del record. Memòries d'un filòleg, 2019).
Ha rebut el premi Crítica Serra d'Or d'Estudis Literaris (1993) i el premi d'assaig literari Sant Miquel d'Engolasters (1997). El 2005 la Generalitat de Catalunya li va concedir l'Acreditació de Recerca Avançada.